# Draft de la NBA de 2023
El draft de la NBA de 2023, la 77.ª edición del draft anual de la NBA, tuvo lugar el 22 de junio de 2023 en el Barclays Center de Brooklyn, Nueva York. Consistió en 58 selecciones en lugar de las típicas 60 debido a la pérdida de una selección de segunda ronda tanto para los Chicago Bulls como para los Philadelphia 76ers por violar las reglas de manipulación de jugadores de la NBA durante la agencia libre.

## Selecciones del draft
|  |  | Indica jugador que nunca jugó en la temporada regular y los playoffs de la NBA |

| PG | Base | SG | Escolta | SF | Alero | PF | Ala Pívot | C | Pívot |

### Primera ronda
| Pick | Jugador                 | Pos.  | Nacionalidad               | Equipo                                                     | Universidad / Club            |
| ---- | ----------------------- | ----- | -------------------------- | ---------------------------------------------------------- | ----------------------------- |
| 1    | Victor Wembanyama       | PF/C  | Francia                    | San Antonio Spurs                                          | Metropolitans 92 (Francia)    |
| 2    | Brandon Miller          | SF    | Estados Unidos             | Charlotte Hornets                                          | Alabama                       |
| 3    | Scoot Henderson         | PG    | Estados Unidos             | Portland Trail Blazers                                     | G League Ignite (G League)    |
| 4    | Amen Thompson           | PG    | Estados Unidos             | Houston Rockets                                            | City Reapers (Overtime Elite) |
| 5    | Ausar Thompson          | SG/SF | Estados Unidos             | Detroit Pistons                                            | City Reapers (Overtime Elite) |
| 6    | Anthony Black           | PG/SG | Estados Unidos             | Orlando Magic                                              | Arkansas                      |
| 7    | Bilal Coulibaly         | SF    | Francia                    | Indiana Pacers (traspasado a Washington)                   | Metropolitans 92 (Francia)    |
| 8    | Jarace Walker           | PF/SF | Estados Unidos             | Washington Wizards (traspasado a Indiana)                  | Houston                       |
| 9    | Taylor Hendricks        | PF    | Estados Unidos             | Utah Jazz                                                  | UCF                           |
| 10   | Cason Wallace           | PG/SG | Estados Unidos             | Dallas Mavericks (traspasado a Oklahoma City)              | Kentucky                      |
| 11   | Jett Howard             | SF    | Estados Unidos             | Orlando Magic (de Chicago)                                 | Michigan                      |
| 12   | Dereck Lively II        | C     | Estados Unidos             | Oklahoma City Thunder (traspasado a Dallas)                | Duke                          |
| 13   | Gradey Dick             | SF/SG | Estados Unidos             | Toronto Raptors                                            | Kansas                        |
| 14   | Jordan Hawkins          | SG    | Estados Unidos             | New Orleans Pelicans                                       | UConn                         |
| 15   | Kobe Bufkin             | SG    | Estados Unidos             | Atlanta Hawks                                              | Michigan                      |
| 16   | Keyonte George          | SG    | Estados Unidos             | Utah Jazz (de Minnesota)                                   | Baylor                        |
| 17   | Jalen Hood-Schifino     | PG/SG | Estados Unidos             | Los Angeles Lakers                                         | Indiana                       |
| 18   | Jaime Jáquez Jr.        | SF    | Estados Unidos · México    | Miami Heat                                                 | UCLA                          |
| 19   | Brandin Podziemski      | SG    | Estados Unidos             | Golden State Warriors                                      | Santa Clara                   |
| 20   | Cam Whitmore            | SF    | Estados Unidos             | Houston Rockets (de LA Clippers)                           | Villanova                     |
| 21   | Noah Clowney            | PF    | Estados Unidos             | Brooklyn Nets (de Phoenix)                                 | Alabama                       |
| 22   | Dariq Whitehead         | SG    | Estados Unidos             | Brooklyn Nets                                              | Duke                          |
| 23   | Kris Murray             | PF/SF | Estados Unidos             | Portland Trail Blazers (de New York)                       | Iowa                          |
| 24   | Olivier-Maxence Prosper | PF    | Canadá                     | Sacramento Kings (traspasado a Dallas)                     | Marquette                     |
| 25   | Marcus Sasser           | SG    | Estados Unidos             | Memphis Grizzlies (traspasado a Detroit vía Boston)        | Houston                       |
| 26   | Ben Sheppard            | SG    | Estados Unidos             | Indiana Pacers (de Cleveland)                              | Belmont                       |
| 27   | Nick Smith Jr.          | SG    | Estados Unidos             | Charlotte Hornets (de Denver vía New York y Oklahoma City) | Arkansas                      |
| 28   | Brice Sensabaugh        | SF    | Estados Unidos             | Utah Jazz (de Philadelphia vía Brooklyn)                   | Ohio State                    |
| 29   | Julian Strawther        | SF    | Estados Unidos Puerto Rico | Indiana Pacers (de Boston, traspasado a Denver)            | Gonzaga                       |
| 30   | Kobe Brown              | SF    | Estados Unidos             | Los Angeles Clippers (de Milwaukee vía Houston)            | Missouri                      |

### Segunda ronda
| Pick                                                                                 | Jugador              | Pos.  | Nacionalidad                 | Equipo | Universidad / Club               |
| ------------------------------------------------------------------------------------ | -------------------- | ----- | ---------------------------- | --- | -------------------------------- |
| 31                                                                                   | James Nnaji          | C     | Nigeria                      | Detroit Pistons (traspasado a Charlotte vía Boston)                                                             | FC Barcelona (España)            |
| 32                                                                                   | Jalen Pickett        | PG    | Estados Unidos               | Indiana Pacers (de Houston, traspasado a Denver)                                                                | Penn State                       |
| 33                                                                                   | Leonard Miller       | SF    | Canadá                       | San Antonio Spurs (traspasado a Minnesota)                                                                      | G League Ignite (G League)       |
| 34                                                                                   | Colby Jones          | SG    | Estados Unidos               | Charlotte Hornets (traspasado a Sacramento vía Boston)                                                          | Xavier                           |
| 35                                                                                   | Julian Phillips      | SF    | Estados Unidos               | Boston Celtics (de Portland vía Atlanta, LA Clippers, Detroit y Cleveland, traspasado a Chicago vía Washington) | Tennessee                        |
| 36                                                                                   | Andre Jackson        | SG    | Estados Unidos               | Orlando Magic (traspasado a Milwaukee)                                                                          | UConn                            |
| 37                                                                                   | Hunter Tyson         | SF    | Estados Unidos               | Oklahoma City Thunder (de Washington vía New Orleans, traspasado a Denver)                                      | Clemson                          |
| 38                                                                                   | Jordan Walsh         | SF    | Estados Unidos               | Sacramento Kings (de Indiana, traspasado a Boston)                                                              | Arkansas                         |
| 39                                                                                   | Mouhamed Gueye       | PF    | Senegal                      | Charlotte Hornets (de Utah vía New York, traspasado a Atlanta vía Boston)                                       | Washington State                 |
| 40                                                                                   | Maxwell Lewis        | SF    | Estados Unidos               | Denver Nuggets (de Dallas vía Oklahoma City, traspasado a LA Lakers)                                            | Pepperdine                       |
| 41                                                                                   | Amari Bailey         | SG    | Estados Unidos               | Charlotte Hornets (de Oklahoma City vía New York y Boston)                                                      | UCLA                             |
| 42                                                                                   | Tristan Vukčević     | PF    | Serbia                       | Washington Wizards (de Chicago vía Lakers y Washington)                                                         | KK Partizan (Serbia)             |
| 43                                                                                   | Rayan Rupert         | SG    | Francia                      | Portland Trail Blazers (de Atlanta)                                                                             | New Zealand Breakers (Australia) |
| 44                                                                                   | Sidy Cissoko         | PG/SG | Francia                      | San Antonio Spurs (de Toronto)                                                                                  | G League Ignite (G League)       |
| 45                                                                                   | G. G. Jackson        | PF    | Estados Unidos               | Memphis Grizzlies (de Minnesota)                                                                                | South Carolina                   |
| 46                                                                                   | Seth Lundy           | SG    | Estados Unidos               | Atlanta Hawks (de New Orleans)                                                                                  | Penn State                       |
| 47                                                                                   | Mojave King          | SG    | Nueva Zelanda                | Los Angeles Lakers (traspasado a Indiana)                                                                       | G League Ignite (G League)       |
| 48                                                                                   | Jordan Miller        | SF    | Estados Unidos               | Los Angeles Clippers                                                                                            | Miami                            |
| 49                                                                                   | Emoni Bates          | SF/SG | Estados Unidos               | Cleveland Cavaliers (de Golden State vía Utah y New Orleans)                                                    | Eastern Michigan                 |
| 50                                                                                   | Keyontae Johnson     | SF    | Estados Unidos               | Oklahoma City Thunder (de Miami vía Boston, Memphis y Dallas)                                                   | Kansas State                     |
| 51                                                                                   | Jalen Wilson         | SF    | Estados Unidos               | Brooklyn Nets                                                                                                   | Kansas                           |
| 52                                                                                   | Toumani Camara       | SF    | Bélgica                      | Phoenix Suns | Dayton                           |
| 53                                                                                   | Jaylen Clark         | SG    | Estados Unidos               | Minnesota Timberwolves (de New York vía Charlotte)                                                              | UCLA                             |
| 54                                                                                   | Jalen Slawson        | SF    | Estados Unidos               | Sacramento Kings                                                                                                | Furman                           |
| 55                                                                                   | Isaiah Wong          | PG    | Estados Unidos               | Indiana Pacers (de Cleveland vía Milwaukee y Detroit)                                                           | Miami                            |
| 56                                                                                   | Tarik Biberović      | SF    | Bosnia y Herzegovina Turquía | Memphis Grizzlies                                                                                               | Fenerbahçe (Turquía)             |
| Chicago Bulls (de Denver via Cleveland; anulado, debido a violación de manipulación) |                      |       |                              | |                                  |
| Philadelphia 76ers (anulado, debido a violación de manipulación)                     |                      |       |                              | |                                  |
| 57                                                                                   | Trayce Jackson-Davis | PF    | Estados Unidos               | Washington Wizards (de Boston vía Charlotte, traspasado a Golden State)                                         | Indiana                          |
| 58                                                                                   | Chris Livingston     | SF    | Estados Unidos               | Milwaukee Bucks                                                                                                 | Kentucky                         |

1. ↑  6 de julio de 2022: Minnesota Timberwolves a Utah Jazz[2]

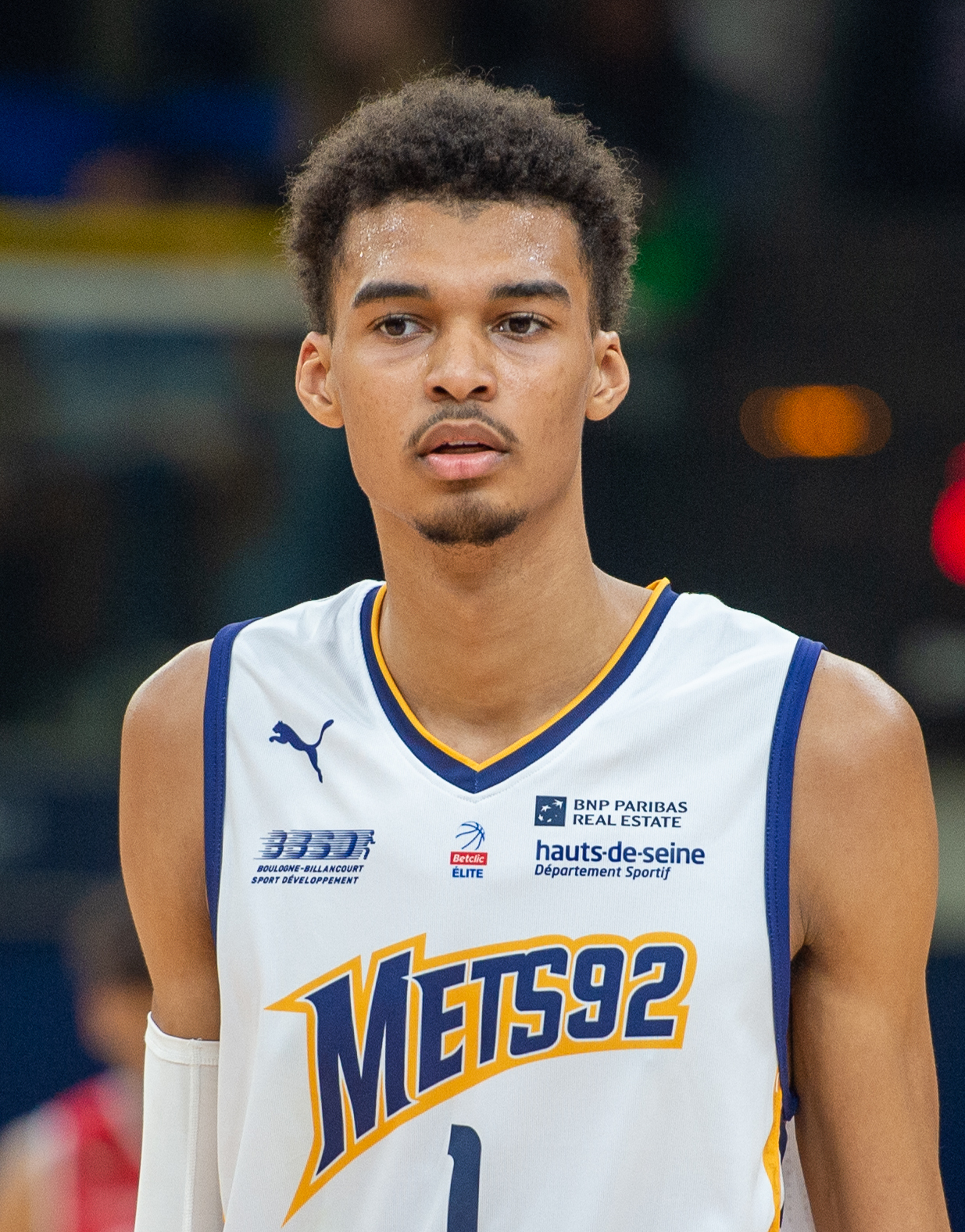
Victor Wembanyama fue seleccionado el número 1 por San Antonio Spurs.

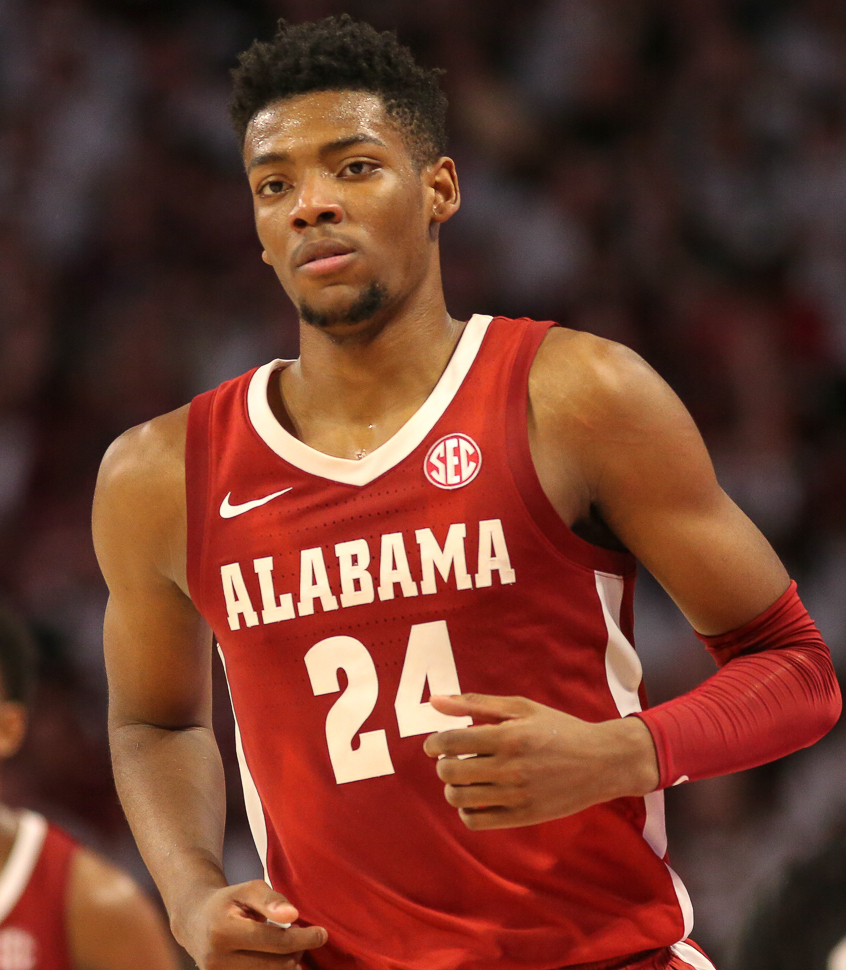
Brandon Miller fue seleccionado en segundo lugar por Charlotte Hornets.

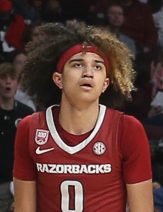
Anthony Black fue elegido en sexto lugar por Orlando Magic.

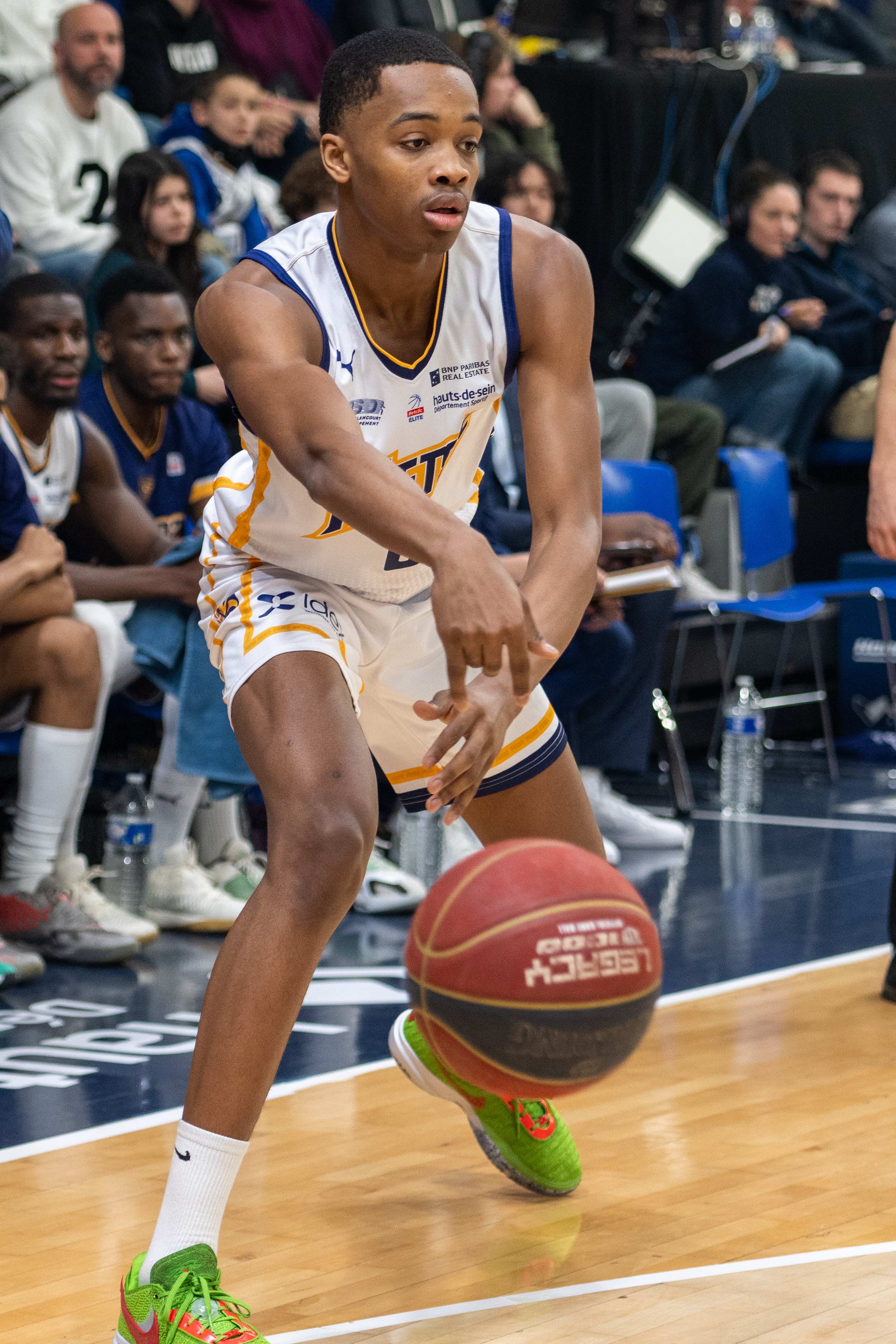
Bilal Coulibaly fue elegido en séptimo lugar por Indiana Pacers (traspasado a Washington Wizards).

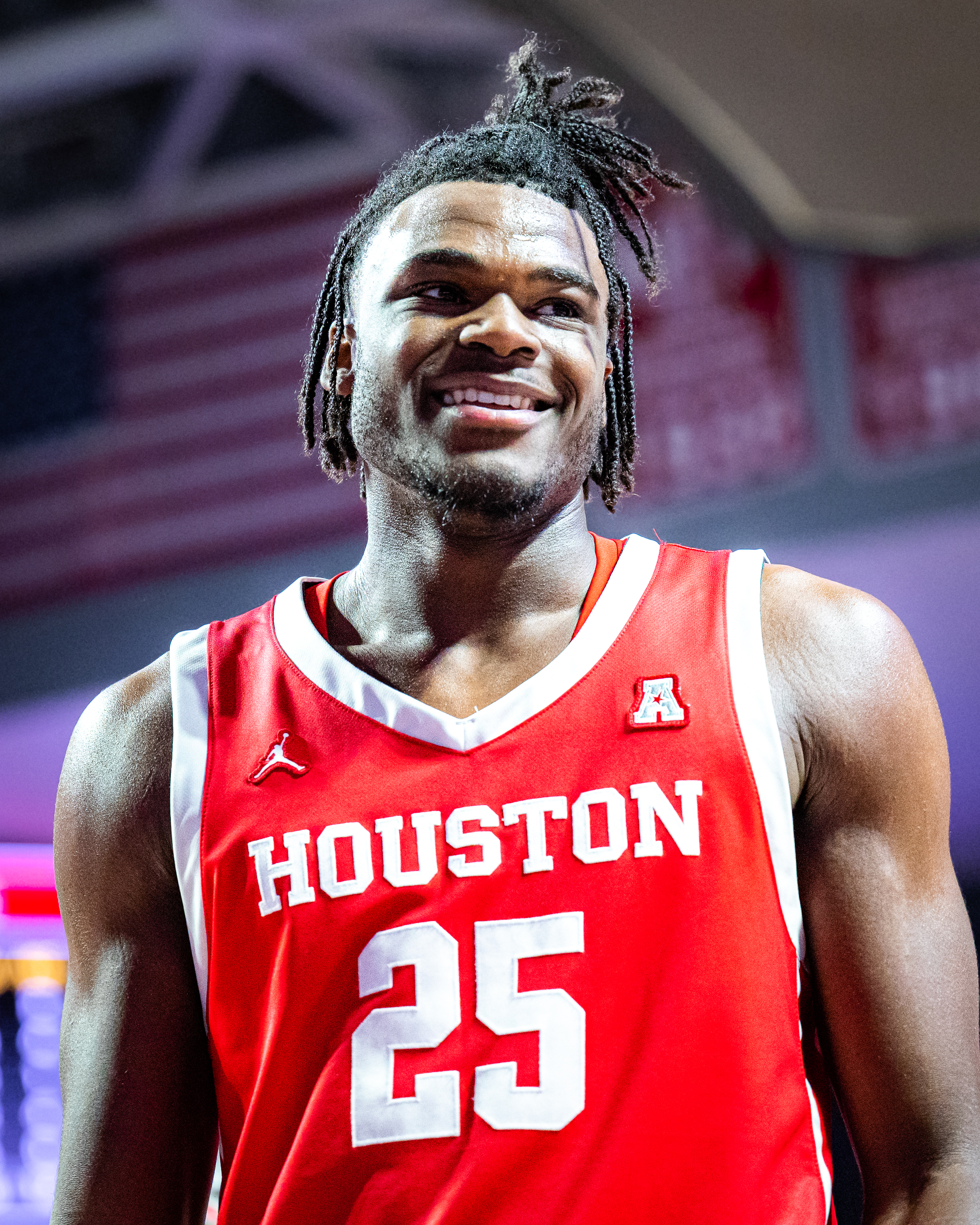
Jarace Walker fue seleccionado en el número 8 por Washington Wizards (traspasado a Indiana Pacers).

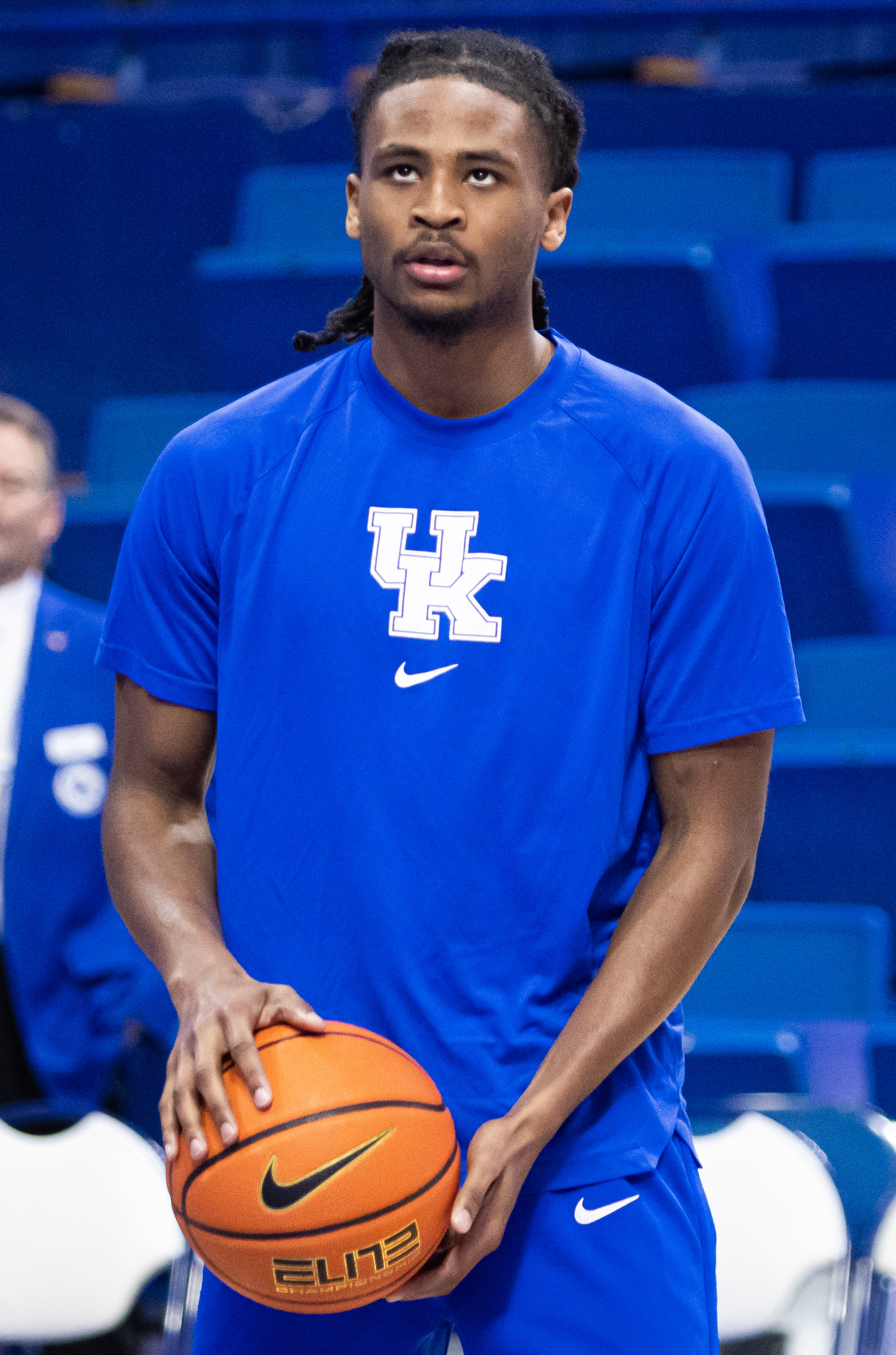
Cason Wallace, elegido en décima posición por Dallas Mavericks (traspasado a Oklahoma City Thunder).

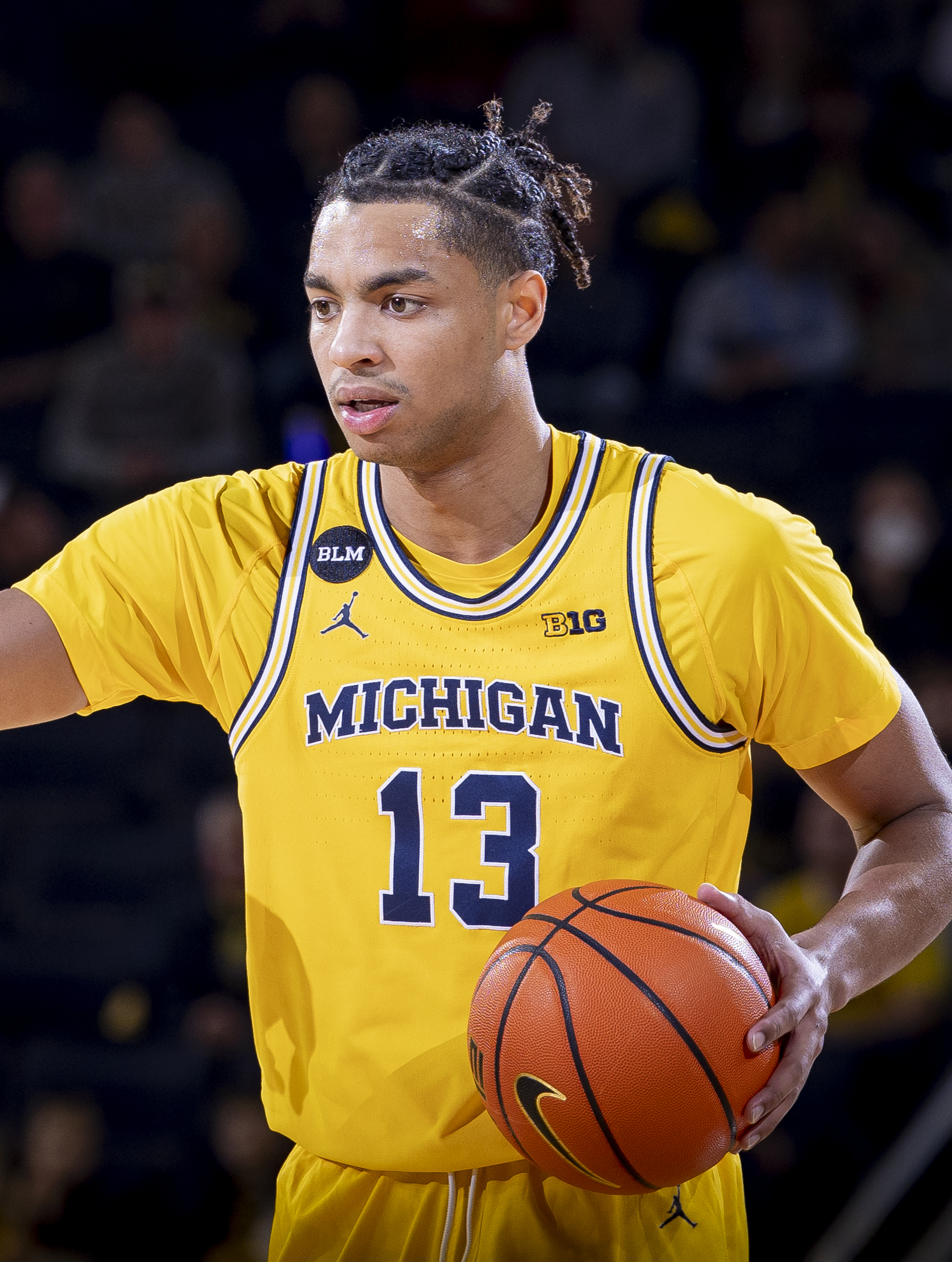
Jett Howard, elegido en undécima posición por Orlando Magic.

  - Utah adquiere aWalker Kessler, primeras rondas de 2023, 2025, 2027 y 2029, y el derecho a intercambiar la primera ronda de 2026
  - Minnesota adquiere a Rudy Gobert
2. ↑  6 de julio de 2019: Atlanta Hawks a New Orleans Pelicans[3]
  - New Orleans Pelicans adquirieron los derechos del draft sobre Jaxson Hayes, Nickeil Alexander-Walker y Marcos Louzada Silva, segundas rondas de 2021 y 2022
  - Atlanta adquirió a Solomon Hill, los derechos del draft sobre De'Andre Hunter y Jordan Bone, y una segunda ronda de 2023

## Jugadores sin cumplir todos los ciclos universitarios
- Marcus Bagley – F, Arizona State (sophomore)
- Amari Bailey – G, UCLA (freshman)
- Emoni Bates – F, Eastern Michigan (sophomore)
- Charles Bediako – C, Alabama (sophomore)
- Anthony Black – G, Arkansas (freshman)
- Kobe Bufkin – G, Michigan (sophomore)
- Jaylen Clark – G, UCLA (junior)
- Noah Clowney – F, Alabama (freshman)
- Ricky Council IV – G, Arkansas (junior)
- Gradey Dick – G, Kansas (freshman)
- Alex Fudge – F, Florida (sophomore)
- Keyonte George – G, Baylor (freshman)
- Wendell Green Jr. – G, Auburn (junior)
- Mouhamed Gueye – F, Washington State (sophomore)
- Jordan Hawkins – G, UConn (sophomore)
- Taylor Hendricks – F, UCF (freshman)
- Jalen Hood-Schifino – G, Indiana (freshman)
- Jett Howard – G, Michigan (freshman)
- Andre Jackson Jr. – F, UConn (junior)
- G. G. Jackson – F, South Carolina (freshman)
- Colby Jones – G, Xavier (junior)
- Maxwell Lewis – F, Pepperdine (sophomore)
- Dereck Lively II – C, Duke (freshman)
- Chris Livingston – F, Kentucky (freshman)
- Mike Miles – G, TCU (junior)
- Brandon Miller – F, Alabama (freshman)
- Kris Murray – F, Iowa (junior)
- Julian Phillips – F, Tennessee (freshman)
- Brandin Podziemski – G, Santa Clara (sophomore)
- Justin Powell – G, Washington State (junior)
- Olivier-Maxence Prosper – F, Marquette (junior)
- Adama Sanogo – F, UConn (junior)
- Brice Sensabaugh – F, Ohio State (freshman)
- Nick Smith Jr. – G, Arkansas (freshman)
- Terquavion Smith – G, NC State (sophomore)
- /  Julian Strawther – G, Gonzaga (junior)
- Ąžuolas Tubelis – F, Arizona (junior)
- Jarace Walker – F, Houston (freshman)
- Cason Wallace – G, Kentucky (freshman)
- Jordan Walsh – G/F, Arkansas (freshman)
- Dariq Whitehead – F, Duke (freshman)
- Cam Whitmore – F, Villanova (freshman)
- Jalen Wilson – F, Kansas (junior)
- Tyrese Wineglass – G, Southwestern Adventist (junior)

## Jugadores internacionales
- Bilal Coulibaly – G, Metropolitans 92 (Francia)
- /  Nadir Hifi – G, ESSM Le Portel (Francia)
- James Nnaji – C, FC Barcelona (España)
- Rayan Rupert – G, New Zealand Breakers (Australia)
- Marcio Santos – C, Sesi Franca (Brazil)
- Enzo Shahrvin – F, Pau Orthez (Francia)
- Tristan Vukčević – F, Partizan Belgrade (Serbia)
- Victor Wembanyama – F/C, Metropolitans 92 (Francia)
- Jaime Jáquez Jr. – SF, UCLA

## Lotería del draft
El sorteo de la lotería del draft tuvo lugar el 16 de mayo de 2023, durante la celebración de los playoffs.
|  | Indica los resultados de la lotería actuales |

| Equipo                 | Récord 2022-23 | Oport. | Probabilidades de lotería | Probabilidades de lotería | Probabilidades de lotería | Probabilidades de lotería | Probabilidades de lotería | Probabilidades de lotería | Probabilidades de lotería | Probabilidades de lotería | Probabilidades de lotería | Probabilidades de lotería | Probabilidades de lotería | Probabilidades de lotería | Probabilidades de lotería | Probabilidades de lotería |
| Equipo                 | Récord 2022-23 | Oport. | 1º                        | 2º                        | 3º                        | 4º                        | 5º                        | 6º                        | 7º                        | 8º                        | 9º                        | 10º                       | 11º                       | 12º                       | 13º                       | 14º                       |
| ---------------------- | -------------- | ------ | ------------------------- | ------------------------- | ------------------------- | ------------------------- | ------------------------- | ------------------------- | ------------------------- | ------------------------- | ------------------------- | ------------------------- | ------------------------- | ------------------------- | ------------------------- | ------------------------- |
| Detroit Pistons        | 17–65          | 140    | 14.0%                     | 13.4%                     | 12.7%                     | 12.0%                     | 47.9%                     | –                         | –                         | –                         | –                         | –                         | –                         | –                         | –                         | –                         |
| Houston Rockets        | 22–60          | 140    | 14.0%                     | 13.4%                     | 12.7%                     | 12.0%                     | 27.8%                     | 20.0%                     | –                         | –                         | –                         | –                         | –                         | –                         | –                         | –                         |
| San Antonio Spurs      | 22–60          | 140    | 14.0%                     | 13.4%                     | 12.7%                     | 12.0%                     | 14.8%                     | 26.0%                     | 7.0%                      | –                         | –                         | –                         | –                         | –                         | –                         | –                         |
| Charlotte Hornets      | 27–55          | 125    | 12.5%                     | 12.2%                     | 11.9%                     | 11.5%                     | 7.2%                      | 25.7%                     | 16.8%                     | 2.2%                      | –                         | –                         | –                         | –                         | –                         | –                         |
| Portland Trail Blazers | 33–49          | 105    | 10.5%                     | 10.5%                     | 10.6%                     | 10.5%                     | 2.2%                      | 19.6%                     | 26.7%                     | 8.7%                      | 0.6%                      | –                         | –                         | –                         | –                         | –                         |
| Orlando Magic          | 34–48          | 90     | 9.0%                      | 9.2%                      | 9.4%                      | 9.6%                      | –                         | 8.6%                      | 29.7%                     | 20.6%                     | 3.7%                      | 0.2%                      | –                         | –                         | –                         | –                         |
| Indiana Pacers         | 35–47          | 68     | 6.8%                      | 7.1%                      | 7.5%                      | 7.9%                      | –                         | –                         | 19.7%                     | 35.6%                     | 13.8%                     | 1.4%                      | <0.1%                     | –                         | –                         | –                         |
| Washington Wizards     | 35–47          | 67     | 6.7%                      | 7.0%                      | 7.4%                      | 7.8%                      | –                         | –                         | –                         | 32.9%                     | 31.1%                     | 6.6%                      | 0.4%                      | <0.1%                     | –                         | –                         |
| Utah Jazz              | 37–45          | 45     | 4.5%                      | 4.8%                      | 5.2%                      | 5.7%                      | –                         | –                         | –                         | –                         | 50.7%                     | 25.9%                     | 3.0%                      | 0.1%                      | <0.1%                     | –                         |
| Dallas Mavericks       | 38–44          | 30     | 3.0%                      | 3.3%                      | 3.6%                      | 4.0%                      | –                         | –                         | –                         | –                         | –                         | 65.9%                     | 19.0%                     | 1.2%                      | <0.1%                     | <0.1%                     |
| Chicago Bulls          | 40–42          | 18     | 1.8%                      | 2.0%                      | 2.2%                      | 2.5%                      | –                         | –                         | –                         | –                         | –                         | –                         | 77.6%                     | 13.5%                     | 0.4%                      | <0.1%                     |
| Oklahoma City Thunder  | 40–42          | 17     | 1.7%                      | 1.9%                      | 2.1%                      | 2.4%                      | –                         | –                         | –                         | –                         | –                         | –                         | –                         | 85.2%                     | 6.7%                      | 0.1%                      |
| Toronto Raptors        | 41–41          | 10     | 1.0%                      | 1.1%                      | 1.2%                      | 1.4%                      | –                         | –                         | –                         | –                         | –                         | –                         | –                         | –                         | 92.9%                     | 2.3%                      |
| New Orleans Pelicans   | 42–40          | 5      | 0.5%                      | 0.6%                      | 0.6%                      | 0.7%                      | –                         | –                         | –                         | –                         | –                         | –                         | –                         | –                         | –                         | 97.6%                     |